# Classification UIC des voitures de chemin de fer
La classification des voitures de chemin de fer s'appuie sur une norme établie par l'Union Internationale des Chemins de fer (UIC). 
Chaque voiture est identifiée par un code numérique à 12 chiffres précisant son usage, l'exploitant, ses caractéristiques techniques et le numéro d'ordre de la voiture dans la série.
Les compagnies y ajoutent généralement un code littéral ou alphanumérique définissant de façon plus explicite le type de véhicule. 
Par exemple, on peut lire sur le flanc d'une voiture des codes tels que :
50 87 18-83 070-8 A8tu (voiture Corail de la SNCF)
ou
73 80 29-94 708-7 Bpmbz293.6 (voiture Z1 de la DB)
Cet article explique comment les interpréter.
Un système proche existe pour les wagons de chemin de fer.

## Diagramme

### Lettres principales

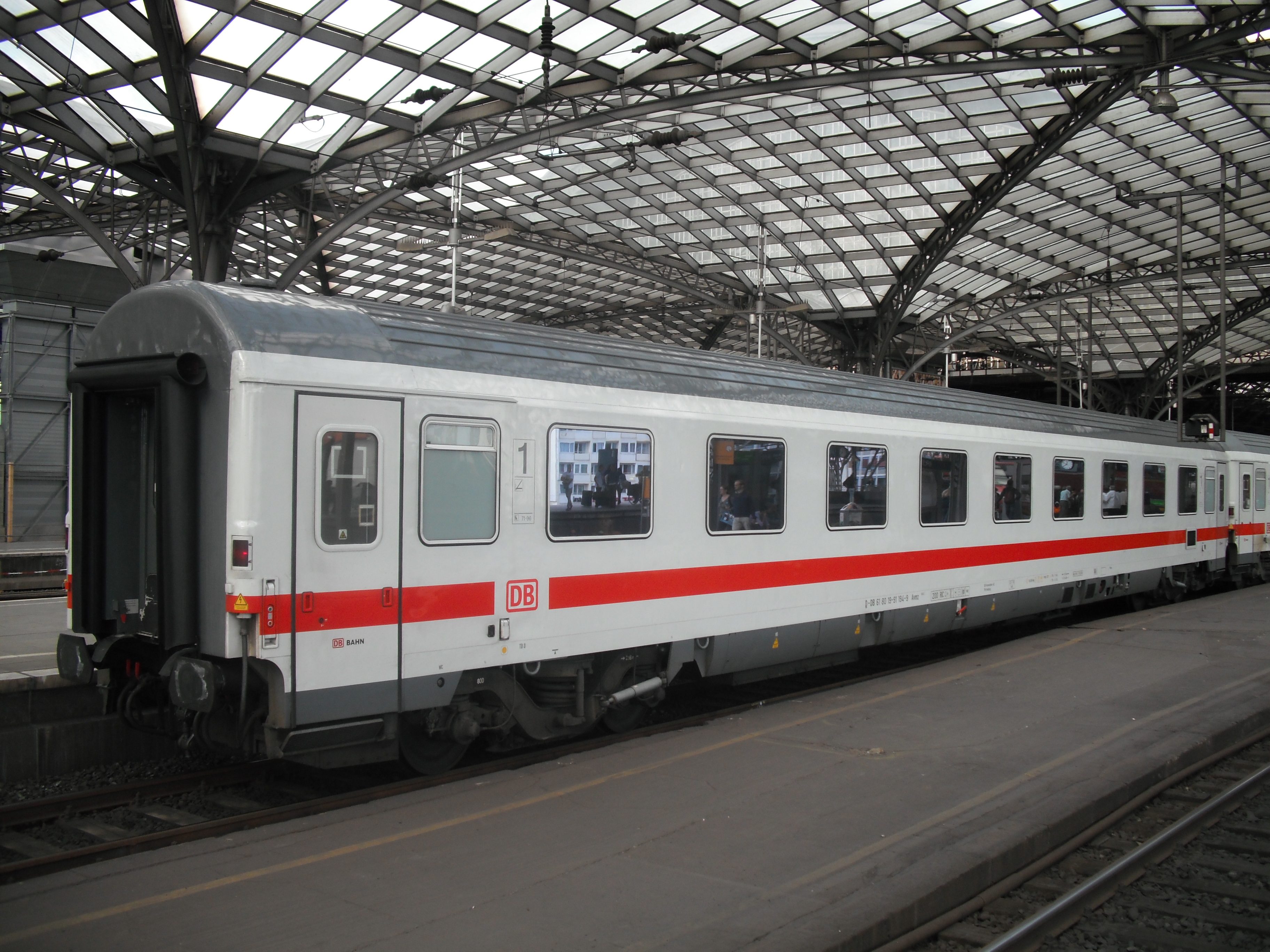
Avmz - Voiture à compartiments de 1re classe

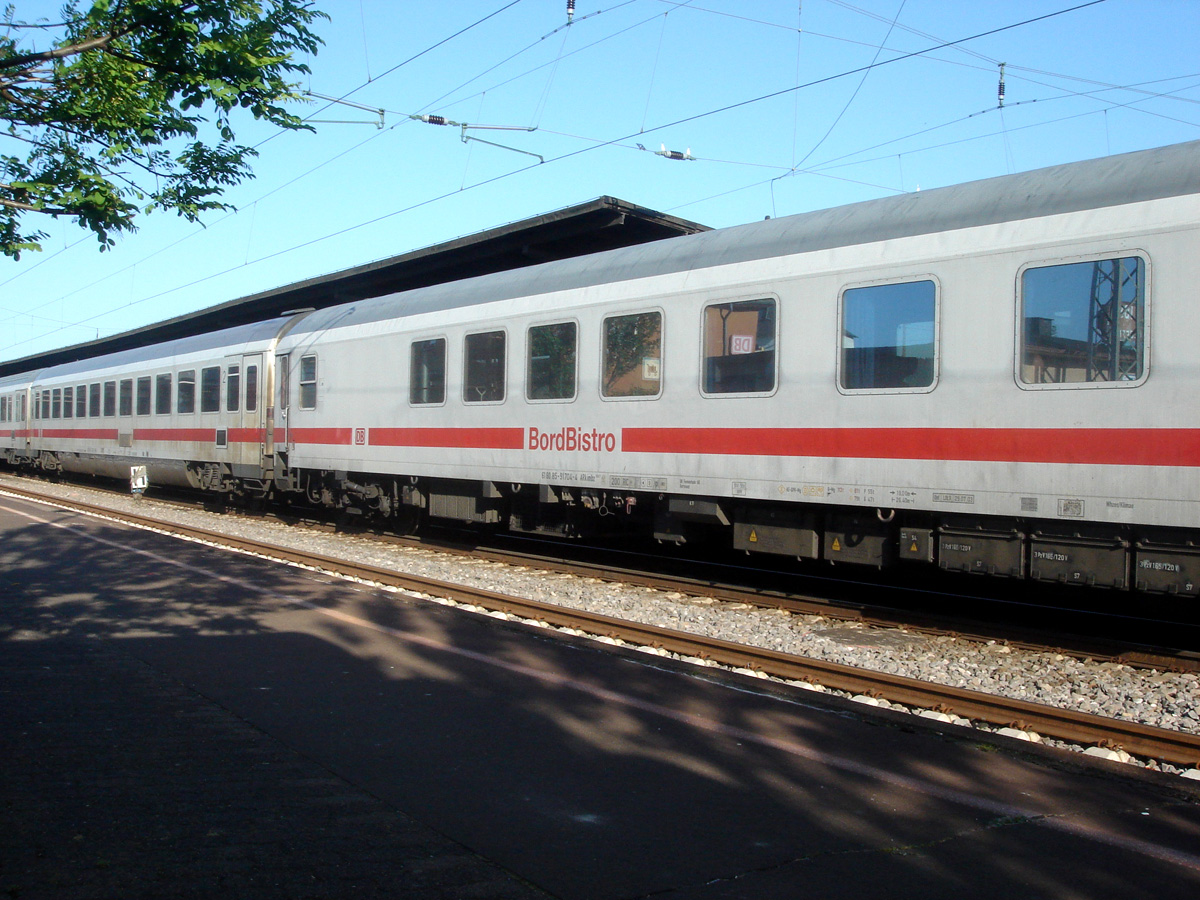
ARkimbz - Voiture Bistro Café de 1re classe ex-InterRegio

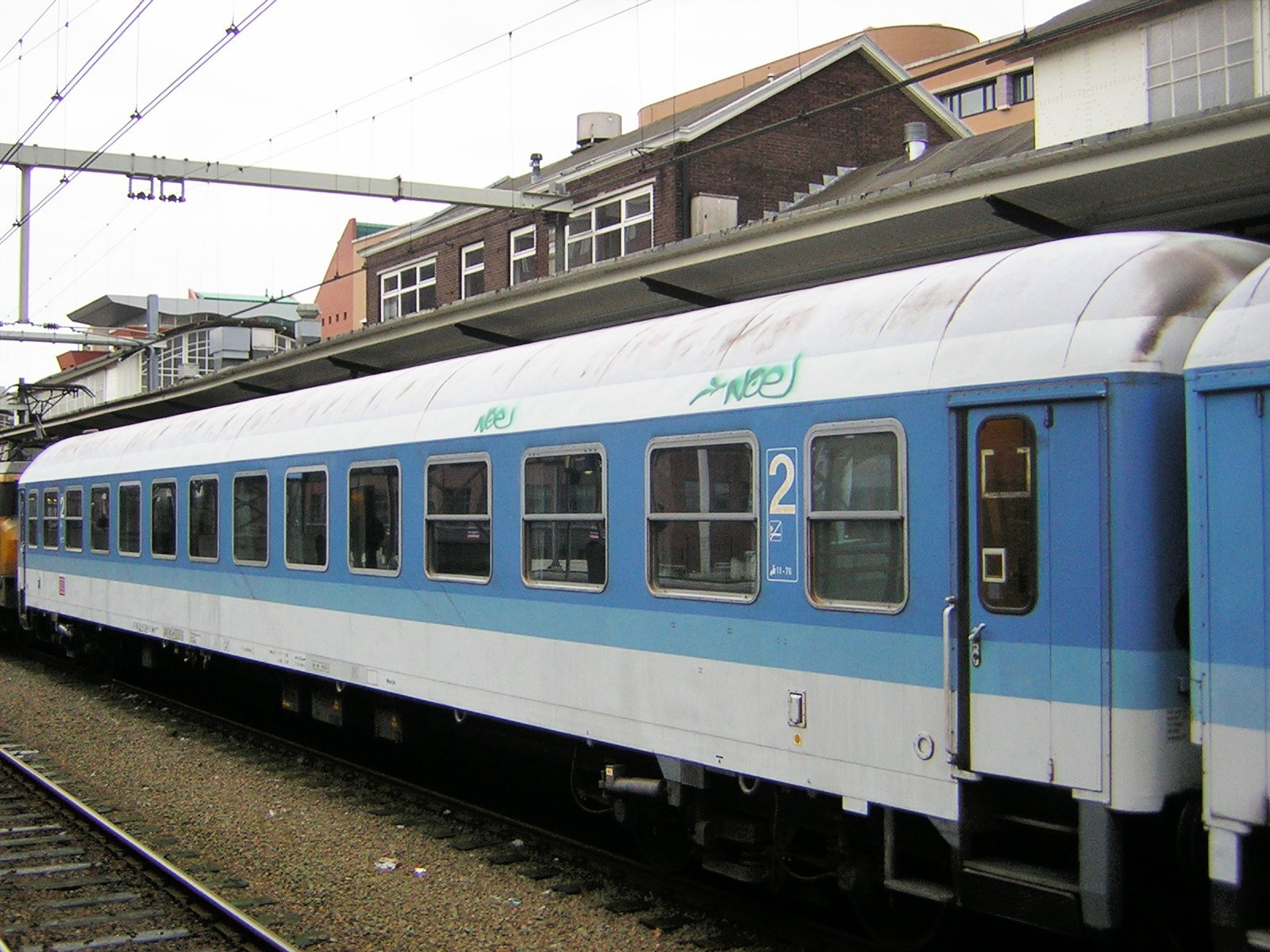
Bimz - Voiture InterRegio de 2e classe

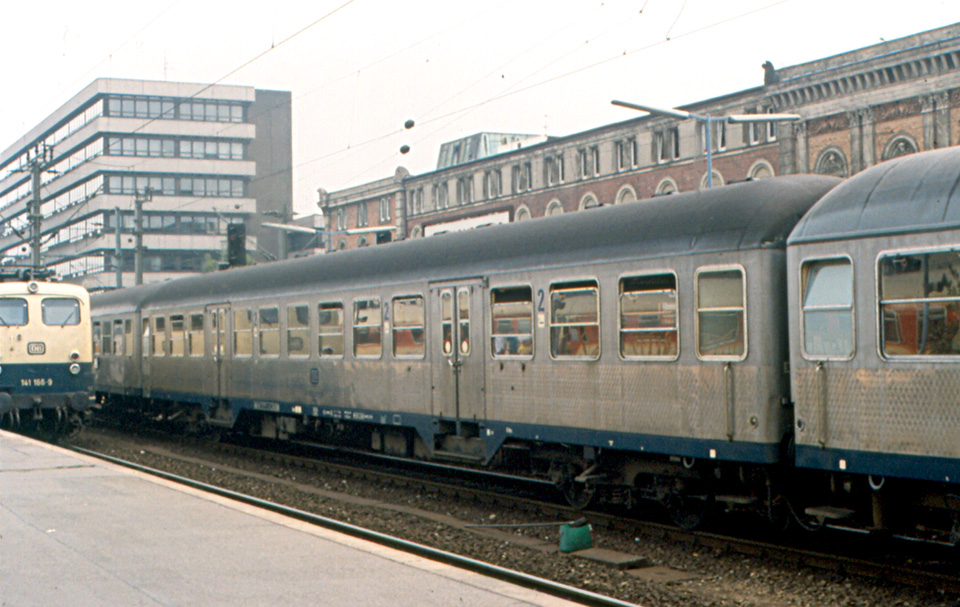
Bnrz - Voiture de banlieue de 2e classe

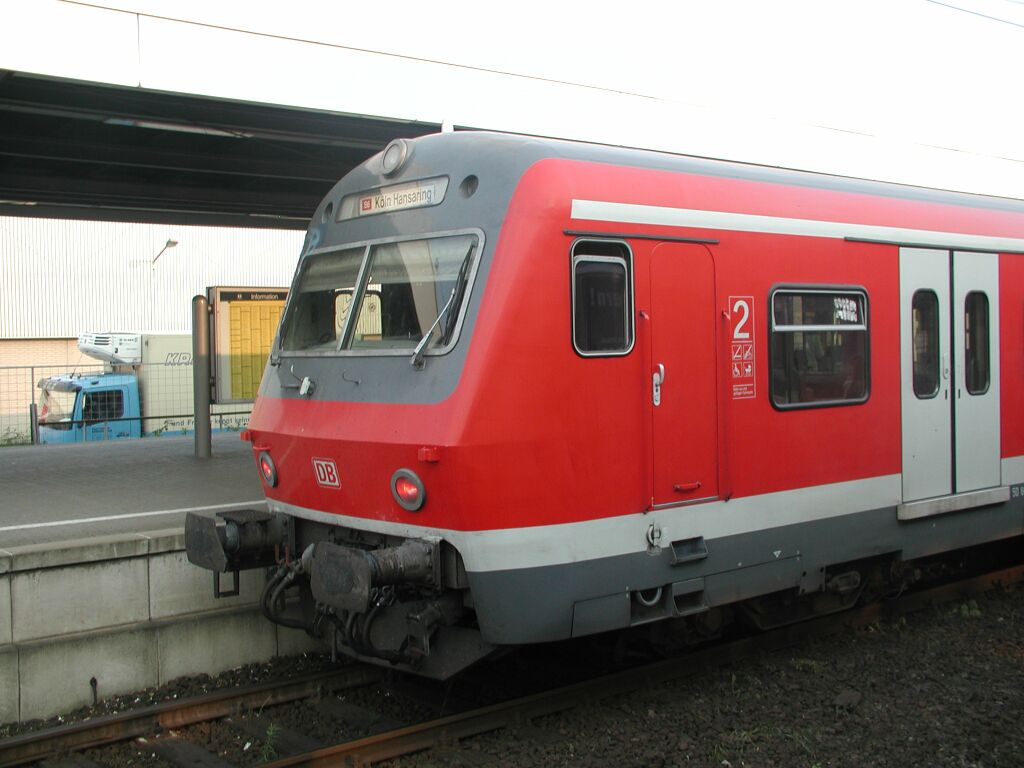
Bxf - Voiture pilote de 2e classe du S-Bahn

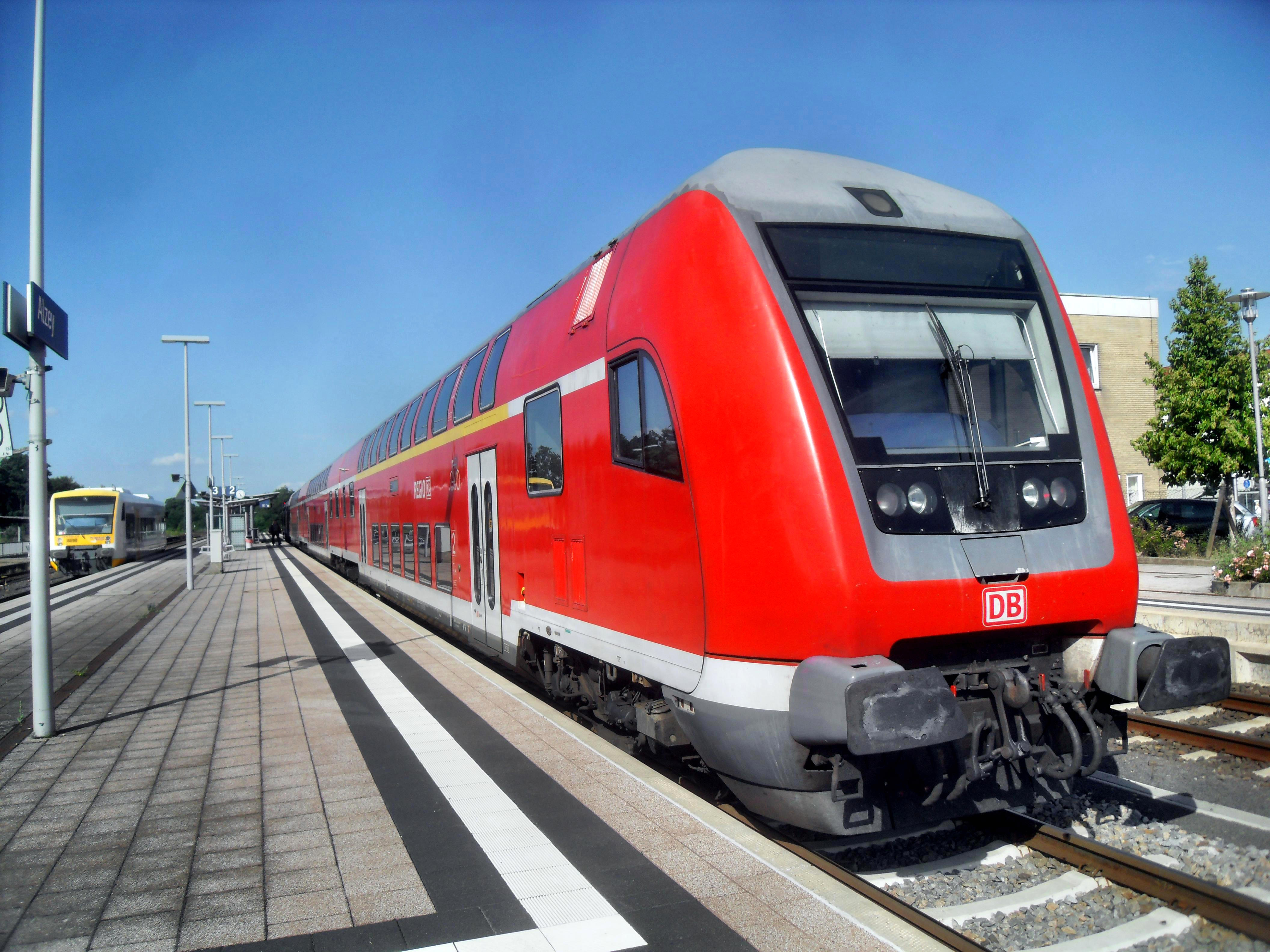
DABpzf - Voiture pilote à deux niveaux des 2 classes.

Les diagrammes des voitures, basés sur une ou plusieurs lettres majuscules définissant notamment la classe du véhicule, constituent une norme de fait, avec toutefois quelques spécificités nationales :
| A               | Voiture voyageurs de première classe                                     |                       |
| B               | Voiture voyageurs de deuxième classe                                     |                       |
| AB              | Voiture mixte offrant des places de première et de deuxième classe       |                       |
| AR, BR          | Voiture de première (resp. deuxième) classe avec coin restaurant         |                       |
| AD, BD          | Voiture mixte de première (resp. deuxième) classe avec fourgon à bagages |                       |
| D               | fourgon ferroviaire                                                      |                       |
| DA, DB          | Voiture à deux niveaux de première (resp. deuxième) classe               | (Allemagne seulement) |
| DD              | Fourgon à deux niveaux (DR) ou wagon porte-automobiles.                  |                       |
| S               | Voiture-salon, spéciale ou de service                                    |                       |
| WG, WGS         | Voiture Club, Voiture-salon                                              | (Allemagne seulement) |
| WR              | Voiture-restaurant                                                       | Vr à la SNCF          |
| WLA, WLAB, etc. | Voiture-lits                                                             |                       |
| KA, KB, KD...   | Voiture à voie étroite                                                   |                       |
| Z               | Fourgon postal (CFF) Transport de prisonniers (DR)                       |                       |

Il n'y a en revanche pas de consensus pour les fourgons postaux signalés par les lettres P (SNCF), Post (DB), Z (CFF) ou F (ÖBB)…
L'usage à la SNCF consiste à faire suivre l'indicatif de classe (A, B ou C) du nombre de compartiments concernés (2 rangées de sièges pour un compartiment complet).  Par exemple, A7D indique 7 compartiments de première classe et un compartiment fourgon et A5/2c5/2B5c5 indique 5 demi-compartiments couchettes (communicants 2à2) de première classe et 5 compartiments couchettes de deuxième classe.
Pour les voitures à couloir central, sans compartiment, on utilise une équivalence : 8 places pour la 2ème classe, 6 places pour la 1ère classe. Ainsi une voiture B11t est une voiture de 2ème classe (B)comptant 88 places (11 x 8 ) à couloir central (t).

### Lettres secondaires
Ces lettres écrites en minuscule complètent le diagramme en précisant les caractéristiques techniques du véhicule, en termes d'équipement ou de câblage, telles que la climatisation, l'aménagement, les freins, etc.
Ces conventions ne sont pas standardisées et restent fortement dépendantes de la compagnie.

#### SNCF(France)
| c   | Compartiments transformables en couchettes                                                                             |
| d 2 | Compartiment à bagages douanable (pouvant être scellé par le service des douanes) Compartiment douanable en 2 parties. |
| e   | Voiture à 2 niveaux |
| f   | Voiture au gabarit britannique                                                                                         |
| h   | Voiture accueillant les personnes en fauteuil roulant                                                                  |
| i   | Voiture sans intercirculation                                                                                          |
| j   | Voiture à caisse en acier inoxydable                                                                                   |
| k   | Voiture sans sanitaires                                                                                                |
| l   | Voiture avec sonorisation type UIC                                                                                     |
| o   | Aménagement pour le transport de malades                                                                               |
| p   | Voiture à intercirculation par passerelles (sans soufflets)                                                            |
| q   | Voiture ni métallique ni métallisée                                                                                    |
| r   | Voiture avec restauration                                                                                              |
| s   | Couloir latéral (pour les fourgons)                                                                                    |
| t   | Voiture voyageurs à allée centrale                                                                                     |
| u   | Voiture climatisée |
| w   | Avec frein d'immobilisation                                                                                            |
| x   | Cabine de conduite ou aménagements spéciaux                                                                            |
| z   | Voiture sans frein à vis                                                                                               |

#### Deutsche Bahn(Allemagne)
| m  | Voiture de longueur supérieure à 24,5 mètres, avec bourrelets d'intercirculation (sauf DDm)                                                          |                                                       |
| n  | Voiture de banlieue de longueur supérieure à 24,5 mètres, aptes à la réversibilité (câble de commande 36 pôles)                                      |                                                       |
| y  | Voiture de banlieue de longueur supérieure à 24,5 mètres, aptes à la réversibilité (câble de commande 34 pôles)                                      |                                                       |
| x  | Voiture de banlieue S-Bahn à porte centrale, barre omnibus et freinage renforcé)                                                                     |                                                       |
| p  | Voiture climatisée aménagée en salle à allée centrale (Z1)                                                                                           |                                                       |
| v  | Voiture (VSE et prototypes) à nombre de compartiments réduit (par rapport au type UIC-X)                                                             |                                                       |
| o  | en complément de m: , voiture UIC-Z2 sans climatisation                                                                                              |                                                       |
| i  | en complément de m: voiture ex InterRegio anciennement : voitures à intercirculation par passerelle (sans soufflets)                                 |                                                       |
| c  | Voitures à compartiments convertibles en couchettes                                                                                                  |                                                       |
| d  | Voiture avec espace multifonction ou vélos |                                                       |
| k  | Voiture bistro ou avec distributeurs automatiques |                                                       |
| a  | avec fermeture automatique des portières. |                                                       |
| r  | Freins à haute performance à air comprimé (Rapid-Bremse ; seulement en combinaison avec n ou sur fourgon postal).                                    |                                                       |
| s  | Fourgons : à couloir latéral | Voitures-lits : compartiments single ou lits jumeaux) |
| b  | aménagements pour handicapés anciennement : avec câblage de contrôle-commande                                                                        |                                                       |
| h  | Voiture avec barre omnibus et générateurs électriques d'essieu.                                                                                      |                                                       |
| z  | Voiture avec barre omnibus sans générateur électrique d'essieu.                                                                                      |                                                       |
| u  | Voiture pour rame réversible 34 pôles (type DR) |                                                       |
| uu | Voiture pour rame réversible 36 pôles (type DB) ; couvert aussi par la lettre n                                                                      |                                                       |
| q  | Voiture-pilote de rame réversible 34 pôles (type DR)                                                                                                 |                                                       |
| f  | Voiture-pilote de rame réversible 36 pôles (type DB) après u : Voiture pilote câblée 34 pôles ou commande de réversibilité par multiplexage temporel |                                                       |

#### ÖBB(Autriche)
Les chemins de fer autrichiens utilisent une convention différente, en vigueur depuis 1981. Les lettres d pour voiture à 2 niveaux, l pour voitures aptes à la réversibilité et s pour voiture-pilote figurent après un tiret (par ex. Bmpz-ds).
| c  | Voiture-couchettes à bogies                                     |
| m  | Voiture à bogies plus longue que 24 m                           |
| p  | Voiture à bogies avec porte centrale                            |
| s  | Couloir latéral (pour un fourgon à bogies)                      |
| x  | Fourgon à bogies pour Express                                   |
| z  | Voiture à bogies à alimentation par barre omnibus               |
| h  | Voiture à essieux avec chauffage électrique                     |
| i  | Voiture à essieux avec plateformes ouvertes et portes centrales |
| ip | Voiture à essieux avec plateformes fermées et portes centrales  |
| o  | Voiture à essieux sans chauffage vapeur                         |
| ü  | Voiture à essieux avec soufflets d'intercirculation             |
| w  | Twin-axled coach with Webasto heating (driving trailer)         |
| -d | Voiture à 2 niveaux                                             |
| -k | Voiture-pilote                                                  |
| -l | Voiture câblée pour la réversibilité                            |
| -s | Voiture-pilote pour rame réversible                             |

#### SBB(Suisse)
| c | Voiture avec couchettes                    |
| m | Voiture à bogies moins longue que 24 m     |
| i | Voiture à 4 bogies avec plateforme ouverte |
| p | Voiture RIC à couloir central              |
| t | Voiture-pilote                             |

## Numéro UIC
La description du numéro figure dans la fiche UIC n°438-2 et dans l'annexe P de la décision de la commission européenne du 11 août 2006
relative à la spécification technique d'interopérabilité concernant le sous-système «Exploitation et
gestion du trafic» du système ferroviaire transeuropéen conventionnel.
Le numéro UIC est composé de 12 chiffres, de structure 00 00 00-00 000-0. Les chiffres doivent avoir une hauteur minimale de 80 mm.
Les deux premiers définissent le code du régime d'échange.
- de 01 à 49 et de 80 à 89 : wagon pour le fret
- de 90 à 99 : locomotive

Pour les voitures de voyageurs, la codification est la suivante :
- 50 service commercial national
- 51 service international non climatisé à écartement fixe
- 52 service international non climatisé à écartement variable (1435 ↔ 1520)
- 53 réservé
- 54 service international non climatisé à écartement variable (1435 ↔ 1672)
- 55 service international par accord spécial
- 56 service international sauf PPW
- 57 et 67 service international PPW
- 58 et 68 service international PPW  à changement de bogie pour écartement variable (1435 ↔ 1520)
- 59 et 69 service international PPW  à changement d'essieux pour écartement variable (1435 ↔ 1520)
- 60 voiture de service en trafic national, non utilisée pour le service commercial
- 61 service international climatisé à écartement fixe
- 62 service international climatisé à écartement variable (1435 ↔ 1520)
- 63 voiture de service en trafic international, non utilisée pour le service commercial
- 62 service international climatisé à écartement variable (1435 ↔ 1672)
- 65 wagons pour le transport d'automobiles, dans les trains auto-couchettes
- 66 service international à gabarit variable sauf PPW
- 70 voiture climatisée et pressurisée en trafic national
- 71 et 72 : réservé
- 73 voiture climatisée et pressurisée en trafic international
- 74 : réservé
- 75 : autre véhicule
- 76 à 79 : réservé

Le deuxième doublet est le code du pays UIC qui a immatriculé la voiture.
Le troisième doublet indique le type de voiture.
- premier chiffre :
  - 0- : véhicule spécial, par ex. 00 bureau postal,
  - 1- : voiture de 1re classe,
  - 2- : voiture de 2e classe,
  - 3- : voiture  mixte 1re - 2e classe,
  - 4- : voiture-couchettes de 1re ou mixte 1re - 2e classe,
  - 5- : voiture-couchettes de 2e classe,
  - 7- : voitures-lits toutes classes,
  - 8- : pour les voitures de construction spéciale avec ou sans partie fourgons à bagages,
  - 9- : pour les fourgons à bagages, les fourgons porte-autos, et les véhicules de service.
- deuxième chiffre :
  - -6 : voiture à deux niveaux.
  - -7 : sept compartiments,
  - -8 : huit compartiments,
  - -9 : neuf compartiments,
  - -0 : dix compartiments,
  - -1 : onze compartiments,
  - -2 : douze compartiments,
  - -3 : voiture à 3 essieux
  - -4 : voiture à 2 essieux

Le quatrième doublet indique
- - la vitesse maximale et l'absence(0,3,7) ou présence(1,2,4,8) du chauffage vapeur pour le premier chiffre:
- 0- à 2- : vitesse inférieure ou égale à 120 km/h,
- 3- à 6- : vitesse maximale comprise entre 120 et 140 km/h,
- 7- à 8- : vitesse maximale comprise entre 140 et 160 km/h,
- 9- : vitesse maximale supérieure à 160 km/h.
  - la tension d'alimentation pour le deuxième:
- 6 pour 1000 volts 16 2/3 Hz,
- 7 pour 1500 volts 50 Hz ou CC,
- 8 pour 3000 volts CC,
- 9 pour alimentation triphasée 600 ou 660 volts par fourgon générateur (Trains-Expo SNCF).

Les trois chiffres suivants représentent le numéro d'ordre de la voiture dans la série.
Enfin le dernier chiffre est une clé de contrôle.

## Sources
- Reisezugwagen-Gattungszeichen
- [PDF] UIC - RIC Principe de numérotation des voitures